# Olof Gjödingsgatan

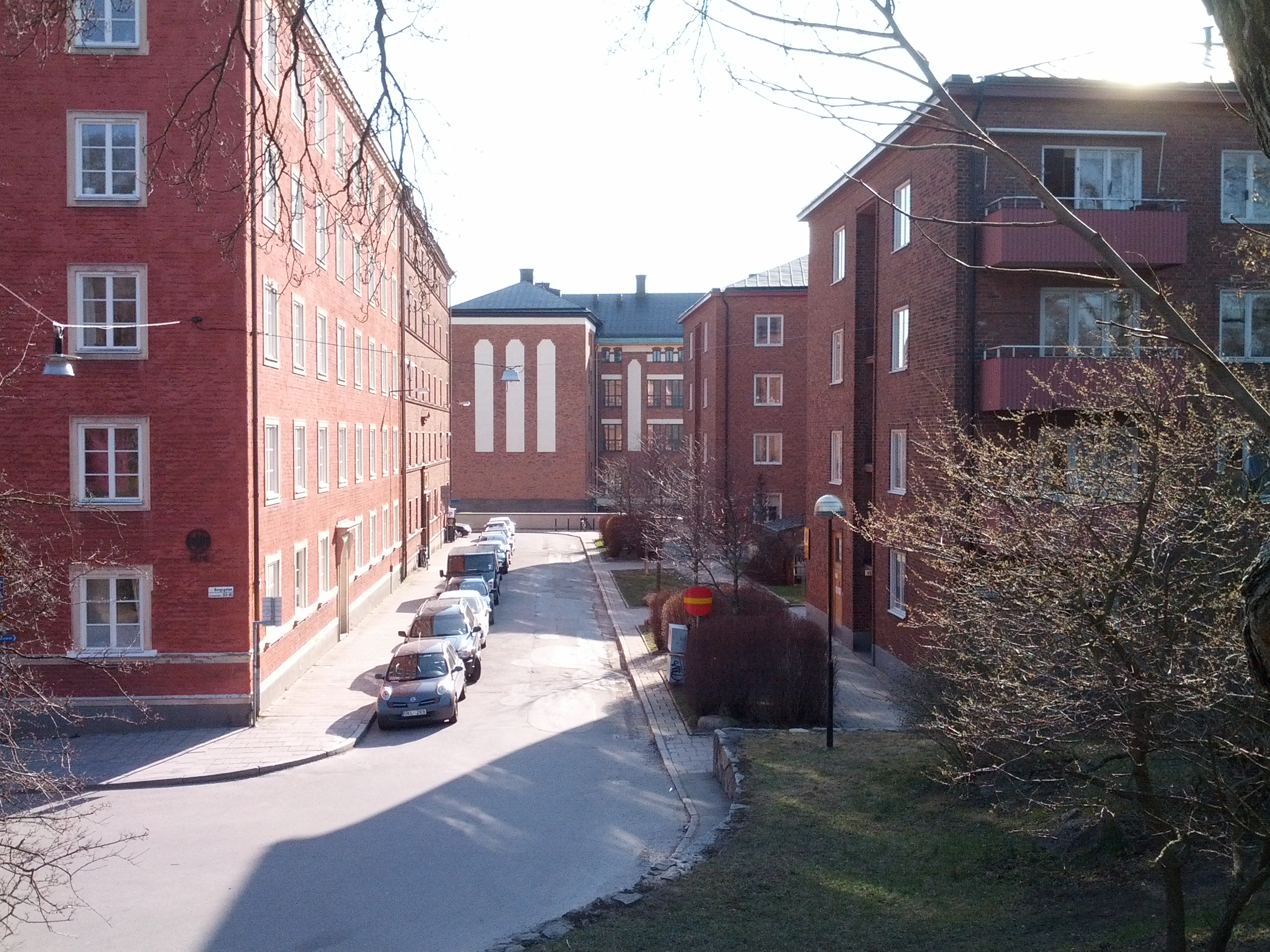
Olof Gjödingsgatan 2014

Olof Gjödingsgatan är en tvärgata på Kungsholmen i Stockholm som förbinder Bergsgatans slutpunkt med Hantverkargatan. Gatan är uppkallad efter prästen och författaren Olof Gjöding som undervisade i Kungsholmens skola på 1700-talet.